# Ptahhotep Tshefi
Ptahhotep Tshefi (también conocido como Ptahhotep II) fue un chaty del Antiguo Egipto al final de la dinastía V, muy probablemente durante el reinado de Dyedkara Isesi (2414-2375 a. C.) y el rey Unis.
Su función principal en la corte real fue la de chaty, lo que le convertía en el hombre más importante de la corte, solo superado por el rey. Ptahhotep, cuyo segundo nombre era Tshefi, provenía de una familia influyente. Su padre fue el también chaty Ajethotep y su abuelo el chaty Ptahhotep (I). Ptahhotep es conocido principalmente por su mastaba doble (Mastaba de Ptahhotep y de Ajethotep) en Saqqara. El complejo funerario fue construido para él y su padre Ajethotep.